# رایان تایک
رایان تایک (انگلیسی: Ryan Tyack؛ زادهٔ ) ورزشکار تیراندازی با کمان اهل استرالیا است.
وی در مسابقات کشوری و بین‌المللی در مجموع برندهٔ ۴ مدال طلا، ۱ مدال برنز شده‌است.